# 戴云湍蛙
戴云湍蛙（学名：Amolops daiyunensis）为赤蛙科湍蛙属的两栖动物，是中国的特有物种。分布于福建等地。该物种的模式产地在福建戴云山。
2009年从香港湍蛙的次定同物异名中恢复有效性。